# La grande marniera
La grande marniera è un film del 1920 diretto da Gero Zambuto.
In Brasile è conosciuto col titolo A Grande Margueira.